# Gieorgij Odincow
Gieorgij Fiedotowicz Odincow (ros. Георгий Федотович Одинцов, ur. 21 lutego?/6 marca 1900 w Woroneżu, zm. 1 marca 1972 w Moskwie) – radziecki marszałek artylerii.
W wojsku służył od 1920 roku. W 1923 ukończył kursy dowódcze w Krasnodarze, w 1927 kijowską Zjednoczoną Szkołę Dowódców i w 1934 Akademię Artyleryjską im. Dzierżyńskiego w Leningradzie.
Podczas wojny domowej i zbrojnej interwencji w Rosji w latach 1917–1922 służył w jekatierinodarskim oddziale specjalnym, brał udział w walkach z białogwardzistami na Froncie Południowym, a w szeregach pułku krasnodarskiego – na Froncie Kaukaskim (1920–1921). W latach 1922–1923 jednocześnie z kursami w Krasnodarze był oficerem politycznym baterii. W latach 1923–1925 był dowódcą plutonu, w 1927 roku – baterii. W latach 1929–1930 był pomocnikiem szefa sztabu, szefem szkoły pułkowej pułku artyleryjskiego. Od 1934 był adiunktem, Kierownikiem Studiów i zastępcą szefa wydziału Akademii Artyleryjskiej.

## II wojna światowa
Od 1939 był dowódcą pułku artylerii, który na początku II wojny światowej brał udział w bitwie pod Ługą. Od października 1941 był szefem sztabu artylerii, a następnie szefem artylerii 54 Armii, która działała na kierunku Wołchowa. Od stycznia 1942 był szefem sztabu artylerii, od maja – dowódcą, od listopada – dowódcą artylerii Frontu Leningradzkiego.

## Okres powojenny
Po wojnie, w latach 1945–1947, dowodził artylerią Leningradzkiego Okręgu Wojskowego, a w latach 1947–1953 – artylerią wojsk na Dalekim Wschodzie. W latach 1953–1969 był komendantem Wojskowej Akademii imienia F. E. Dzierżyńskiego, od 1962 – profesorem.
Był autorem wielu prac naukowych, podręczników i pomocy dydaktycznych. Uczestniczył w przygotowaniu opracowania Radziecka artyleria podczas Wielkiej Wojny Ojczyźnianej.
W latach 1969–1971 na emeryturze, w lipcu 1971 został mianowany inspektorem armii – doradcą Grupy Inspektorów Ministerstwa Obrony ZSRR.

## Awanse
- gen. mjr artylerii 3 maja 1942;
- gen. por. artylerii 7 czerwca 1943;
- gen. płk artylerii 22 czerwca 1944;
- marszałek artylerii 22 lutego 1968.

## Ordery i odznaczenia
- Order Lenina – trzykrotnie;
- Order Czerwonego Sztandaru – czterokrotnie;
- Order Suworowa I klasy;
- Order Kutuzowa I klasy;
- Order Bohdana Chmielnickiego I klasy;
- Order Suworowa II klasy;
- medale.